# Hollywood Monsters (groupe)
Pour les articles homonymes, voir Hollywood Monsters.
Hollywood Monsters est un supergroupe américainde hard rock, originaire de Californie. Il est formé en 2014 et composé de Steph Honde (chant et guitare), Don Airey (orgue) (actuel organiste de Deep Purple ; ex-Whitesnake, Gary Moore, Ozzy Osbourne, Michael Schenker Group, entre autres), Vinny Appice (batterie) (ex-DIO, Black Sabbath, Heaven and Hell, Kill Devil Hill, entre autres), Tim Bogert (basse) (il avait joué avec Vanilla Fudge, Cactus, et Beck, Bogert and Appice).
Le genre de Hollywood Monsters est surtout le hard rock, le son ressemble à celui des années 1970, et il a été aussi influencé par le rock progressif et le heavy metal. Les éléments caractéristiques du son du groupe sont le chant et la guitare de Steph Honde, aussi bien que sa manière de composer les chansons qui rend le son de hard rock classique plus exubérant et moderne.

## Historique

### Origines
Stéphane Honde (connu professionnellement sous le nom de Steph Honde) est né le 5 septembre 1975 à Manosque en France. Honde a obtenu un grand succès en France en tant que guitariste. Il commence sa carrière musicale comme le leader du groupe français Mamooth. Il se popularise comme guitariste virtuose lors de sa participation au groupe de hard rock français Café Bertrand en 2004-2010. Honde enregistre deux albums au sein de Café Bertrand : Les Airs empruntés (2005) et L'Art délicat du Rock'N'Roll (2008). Honde est le seul compositeur de toutes les chansons de ce dernier. 
Les deux albums sont bien accueilli par la critique et jouissent d'un succès commercial. Café Bertrand est choisi pour jouer en ouverture de Deep Purple sur l’ensemble des dates européennes de leur tournée Rapture of the Deep : 36 dates en octobre et novembre 2006 et 12 dates en France en mars 2007. Café Bertrand se produit aux stades énormes tels que le Stade de France à capacité de plus de 80 000 personnes. En 2009, Café Bertrand est placé par le producteur de spectacles Gérard Drouot Productions en première partie de AC/DC à Marseille au Stade Vélodrome le 9 juin et au Stade de France le 12 juin, lors de Black Ice World Tour de AC/DC. En juillet 2009 le groupe joue sur la scène du Montreux Jazz Festival.
Steph Honde fait la connaissance de Don Airey en 2006, quand le groupe Café Bertrand où Honde joue en ce temps-là, ouvre pour Deep Purple sur la partie européenne de leur tournée Rapture of the Deep. Tim Bogert a beaucoup aimé les morceaux que Honde lui avait envoyé et a accédé la proposition due jouer aux trois titres de l'album. Ainsi, Honde a convaincu Bogert de sortir de sa retraite qui avait duré depuis quelques années avant l'enregistrement de l'album Big Trouble. Vinny Appice assure la batterie sur la plupart des morceaux de l'album. Steph Honde a composé la chanson Village Of The Damned en hommage à Vinny Appice avant de faire sa connaissance. Paul Di'Anno, qui chante sur le titre bonus Fuck You All, a choisi la chanson lui-même parmi les morceaux proposés par Steph Honde. Honde fait la connaissance de Di'Anno en 2010, pendant la tournée en France où Di'Anno et le groupe de Honde de ce temps-là, The Stars, jouaient ensemble.
Steph Honde quitte le groupe Café Bertrand en 2010 et part en tournée avec Paul Di'Anno (le premier chanteur de Iron Maiden) et The Stars. En 2012, Honde immigre à Californie, États-Unis et commence à travailler à son nouveau projet - le groupe Hollywood Monsters, constitué de musiciens légendaires invités. En 2013, Honde forme le groupe Hollywood Monsters et enregistre le premier album intitulé Big Trouble qui sort en 2014. Honde est l'auteur de toutes les chansons sur cet album.

### Big Trouble(depuis 2014)

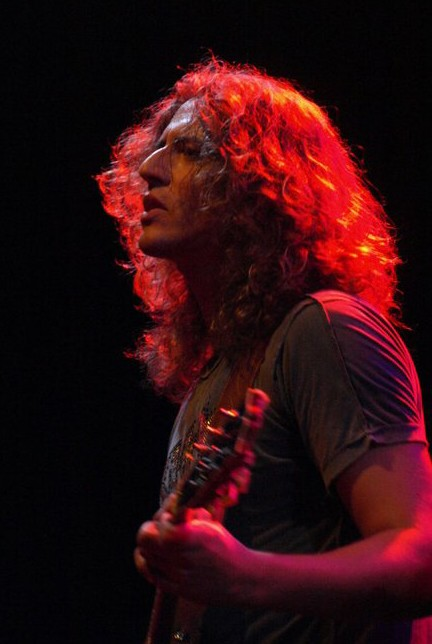
Steph Honde sur scène en 2010.

En 2013, Honde forme le groupe Hollywood Monsters et enregistre le premier album intitulé Big Trouble qui sort en 2014. Honde est l'auteur de toutes les chansons sur cet album. Le premier album intitulé Big Trouble sort en 2014 sur le label Mausoleum Records et est promu par Rock N Growl Records. Les dates de la sortie de l'album sont : le 23 mai 2014 aux États-Unis, le 8 juillet 2014 aux autres pays du monde (sauf Canada), le 14 octobre 2014 en Canada (sur le label Universal Music). Big Trouble comprend dix morceaux et un titre bonus, tous ont été composés par Steph Honde.
En 2015, Hollywood Monsters annoncent une tournée européenne ; les dates précises seront annoncées plus tard. Ce n'est pas encore certain que tous les musiciens qui ont joué sur l'album seront en tournée mais il y aura des noms légendaires. Maintenant le groupe Hollywood Monsters travaille à l'enregistrement du deuxième album studio, sur lequel il y aura un ou deux morceaux progressifs.

## Membres

### Membres actuels
- Steph Honde - chant, guitare
- Don Airey - orgue
- Vinny Appice - batterie
- Tim Bogert (†) - guitare basse, mort le 13 janvier 2021

### Personnel de studio
- Steph Honde – chant, guitare, piano, guitare basse
- Paul Di'Anno – chant (titre 11)
- Denis Baruta – guitare (titres 5, 9, 11)
- Tim Bogert (†) – guitare basse (titres 1, 2, 10)
- Olivier Brossard – guitare basse (titre 11)
- Vinny Appice – batterie (tous les titres sauf 7, 10, 11)
- Don Airey – orgue Hammond B3 (titre 2)
- Emmanuel Lamic – batterie (titres 10, 11)
- Laetitia Gondran – batterie (titre 7)
- Scott Tenzer - arrangement d'orchestre (titre 6)

## Discographie

### Bande originale
La chanson Village of the Damned de l'album Big Trouble apparaîtra dans le film d'action français Kill the Nazi qui sera réalisé en 2015 par la compagnie Action-Prod.